# Forbrugerombudsmanden
Forbrugerombudsmanden är en dansk tillsynsmyndighet inrättad 1975 och som placerats under Erhvervsministeriet, det vill säga det danska näringsdepartementet. Myndigheten ansvarar för att kontrollera tillsyn av näringslivet inom olika lagstiftningar som bland annat rör alkoholvaror, konsumentskydd och marknadsföring.

## Om myndigheten
Myndigheten inrättades 1975 genom 1974 års danska marknadsföringslag danska: markedsføringsloven. Myndighetschefen har titeln Forbrugerombudsmand, och den posten innehas av Christina Toftegaard Nielsen sedan den 1 mars 2015. En forbrugerombudsmand utses sedan 2010 för sex år av det danska näringsdepartementet, med möjlighet till tre års förlängning av förordnandet. 
Myndigheten utövar tillsyn över hur näringslivet efterlever konsumentskyddslagsstiftning, marknadsföringslagstiftning, alkohollagstiftning, betaltjänstlagstiftning med flera danska lagar. Myndighetens ansvar liknar därmed det hos den svenska konsumentombudsmannen, men är inte fullt ut detsamma. Forbrugerombudsmanden samarbetar även med andra liknande myndigheter i andra länder, däribland sin svenska motsvarighet.

## Myndighetschefer
- 1975–1980 – Niels Ehrenreich
- 1981–1989 – Frede Christensen
- 1990–2006 – Hagen Jørgensen
- 2006–2014 – Henrik Saugmandsgaard Øe
- 2015– 2023 – Christina Toftegaard Nielsen
- 2024 – Torben Jensen